# Merkler Andor
Merkler Andor, Merkler Ábrahám (Tolna, 1861. november 24. – Budapest, 1920. május 7.) magyar zeneszerző, zenekritikus, újságíró.

## Életpályája
Apja Merkler József (1825–1899) megyei főorvos, anyja Frankl Riza volt. Középiskoláit a fővárosban végezte és emellett a Nemzeti Zenedét látogatta, majd az Országos Zeneakadémia hallgatói közé iratkozott be, de egy év múlva kivált annak kötelékéből, miután az első magyar általános biztosító társaságnál nyert alkalmazást. De ez állásában is komoly művelője maradt a zenének mint kiváló műkedvelő. 
1885. április 25-én a budapesti terézvárosi plébánián kikeresztelkedett és felvette a római katolikus vallást. Ettől kezdve teljes neve Merkler András Ervin Ágoston volt. 
1898-tól a Magyarország című politikai napilap zenereferense volt. Zenekari, hegedű- és zongoradarabokat irt, amelyek közül néhányat külföldön is előadtak.
Halálát érelmeszesedés, szívhűdés okozta.

## Magánélete
1909. december 27-én Budapesten, a Terézvárosban feleségül vette a nála 24 évvel fiatalabb Medek Anna operaénekesnőt. Lánya Szilvássy Lászlóné Merkler Éva volt.

## Főbb művei
- Aubade mauresque
- Bölcsődal
- Fanchon szerelme (egyfelvonásos daljáték, bemutató: 1890. február 24., Operaház)